# Cymatogaster aggregata
Genre
Espèce
Statut de conservation UICN

 LC  : Préoccupation mineure
Cymatogaster aggregata est une espèce de poissons téléostéens (Teleostei), la seule espèce du genre Cymatogaster (monotypique).